# Chiavi di volta del portico di palazzo della Loggia
Le chiavi di volta del portico di palazzo della Loggia sono un ciclo di cinque busti clipeati su chiavi di volta in marmo con tracce di dorature (diametro 88 cm) di Gasparo Cairano, raffiguranti Sant'Apollonio, San Faustino, San Giovita, la Giustizia, la Fede, più altre sei raffiguranti lo Stemma della città di Brescia, databili al 1497 circa e conservati in loco nel portico del principale palazzo pubblico di Brescia, tranne la Fede custodita al museo di Santa Giulia.

## Storia
Dell'intero ciclo di undici chiavi di volta, solo quella con Sant'Apollonio è documentata e risulta pagata a Gasparo Cairano il 28 aprile 1497, così come tramandato dai registri contabili del palazzo pubblico consultati nel XVIII secolo da Baldassarre Zamboni e in seguito perduti. Raffronti stilistici consentono comunque di assegnare anche gli altri rilievi allo stesso autore e alla sua bottega, così come ipotizzato anche dallo stesso Zamboni, nonché allo stesso periodo.
Le due chiavi di volta con la Giustizia e la Fede, invece, sono da postdatare ai primi anni del XVI secolo, realizzate per i due ambienti interni centrali a pianterreno del palazzo, interessanti da alcune documentate varianti costruttive proprio in questi anni. Solo la Giustizia è ancora conservata nella collocazione originale, nell'ambiente immediatamente successivo all'ingresso, mentre la Fede viene rimossa all'inizio del XX secolo in occasione dell'erezione del nuovo, grande scalone d'accesso al piano nobile del palazzo. Rimasto a lungo nei magazzini comunali, il pezzo è esposto dal 1998 nel museo di Santa Giulia a Brescia, nella sezione dedicata all'età veneta.

## Descrizione e stile
Il rilievo con Sant'Apollonio è certo il più importante e rappresentativo e, in tal senso, si può dire una fortuna il fatto che sia anche l'unico effettivamente documentato. Esso segna una notevole maturazione nello stile di Gasparo Cairano, rispetto agli Apostoli d'esordio nella chiesa di Santa Maria dei Miracoli di solamente otto anni prima. Secondo Vito Zani (2010), "il volto meravigliosamente espressivo e pieno di pensieri, così come la cura con cui sono definiti i suoi tratti somatici, sono il frutto degli esercizi di fisiognomica in corso da quattro anni" svolti direttamente sulla pietra per la realizzazione dei Cesari, l'altro e più importante ciclo scultoreo realizzato dall'autore per la Loggia. L'attenzione del Cairano è rivolta completamente al volto del santo, così come dimostrano i tratti molto più sommari della veste e del corpo dello stesso.
Meno impegnate appaiono le figure di San Faustino e San Giovita, stilisticamente molto simili ad alcuni Angeli del ciclo di ventiquattro formelle predisposto per la cupola est del santuario dei Miracoli. La Giustizia e la Fede, certo anche per il fatto di essere sconnesse dal corpo originale delle chiavi di volta, hanno una resa più debole rispetto a quelle del maestro. Dato che i lavori lapidei eseguiti in questi ambienti tra il luglio 1499 e il giugno 1502, precedentemente accennati e riferiti dai documenti anche ai "volti", sono assegnati dalle carte a "Donato Antonio da Como", Vito Zani (2010) propone di identificare questa figura in Antonio Mangiacavalli, più volte collaboratore del Cairano e alle cui tipologie femminili, sempre mutuate dal maestro, effettivamente rimandano queste due personificazioni della Giustizia e della Fede.
Le sei chiavi con lo Stemma della città di Brescia presentano invece reiterato lo stemma cittadino, senza alcuna variazione e senza dettagli originali, e sono facilmente assegnabili alla bottega di Gasparo Cairano o a generici scalpellini poco specializzati attivi nel cantiere del palazzo.

## Dettagli

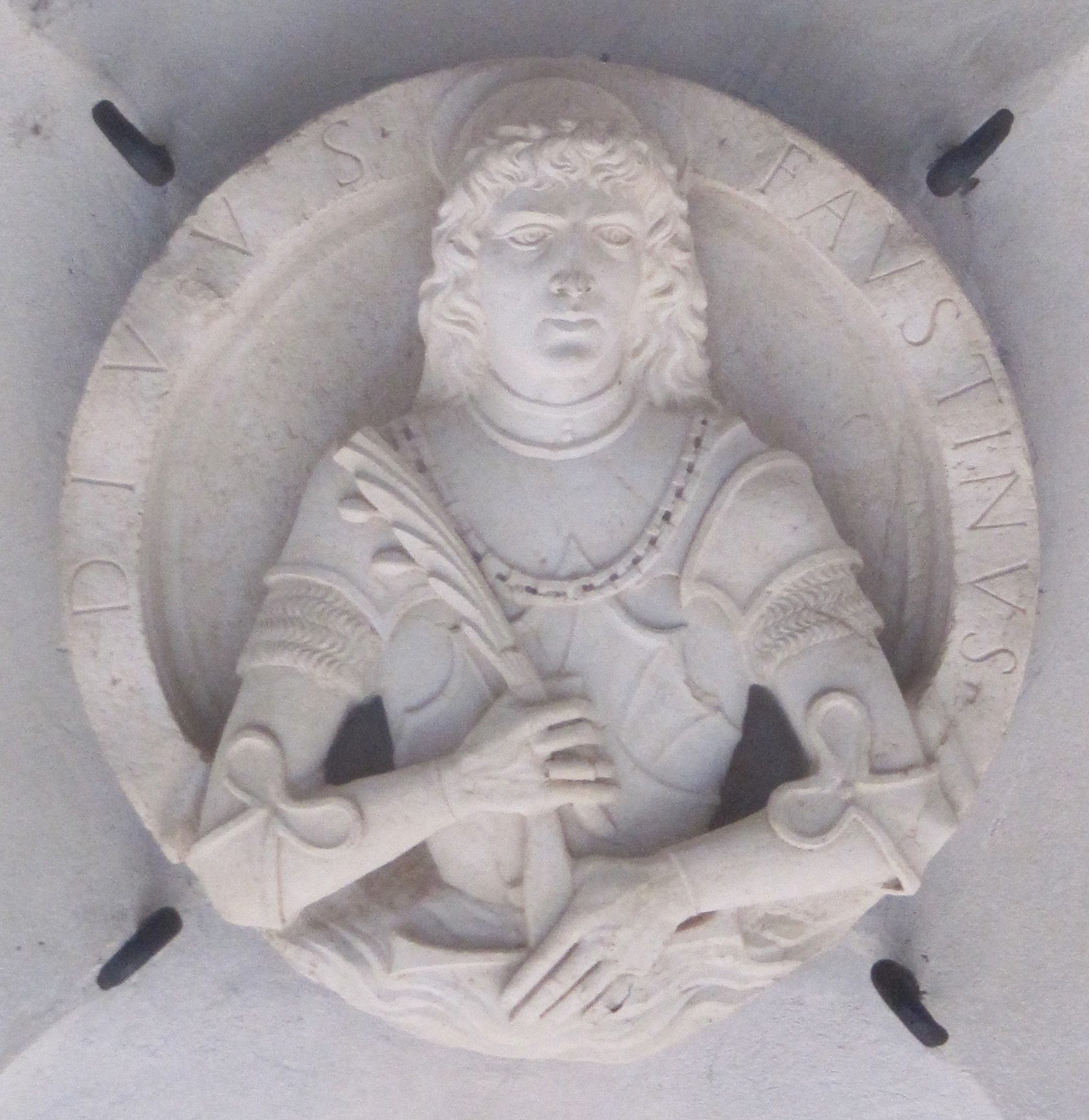
San Faustino
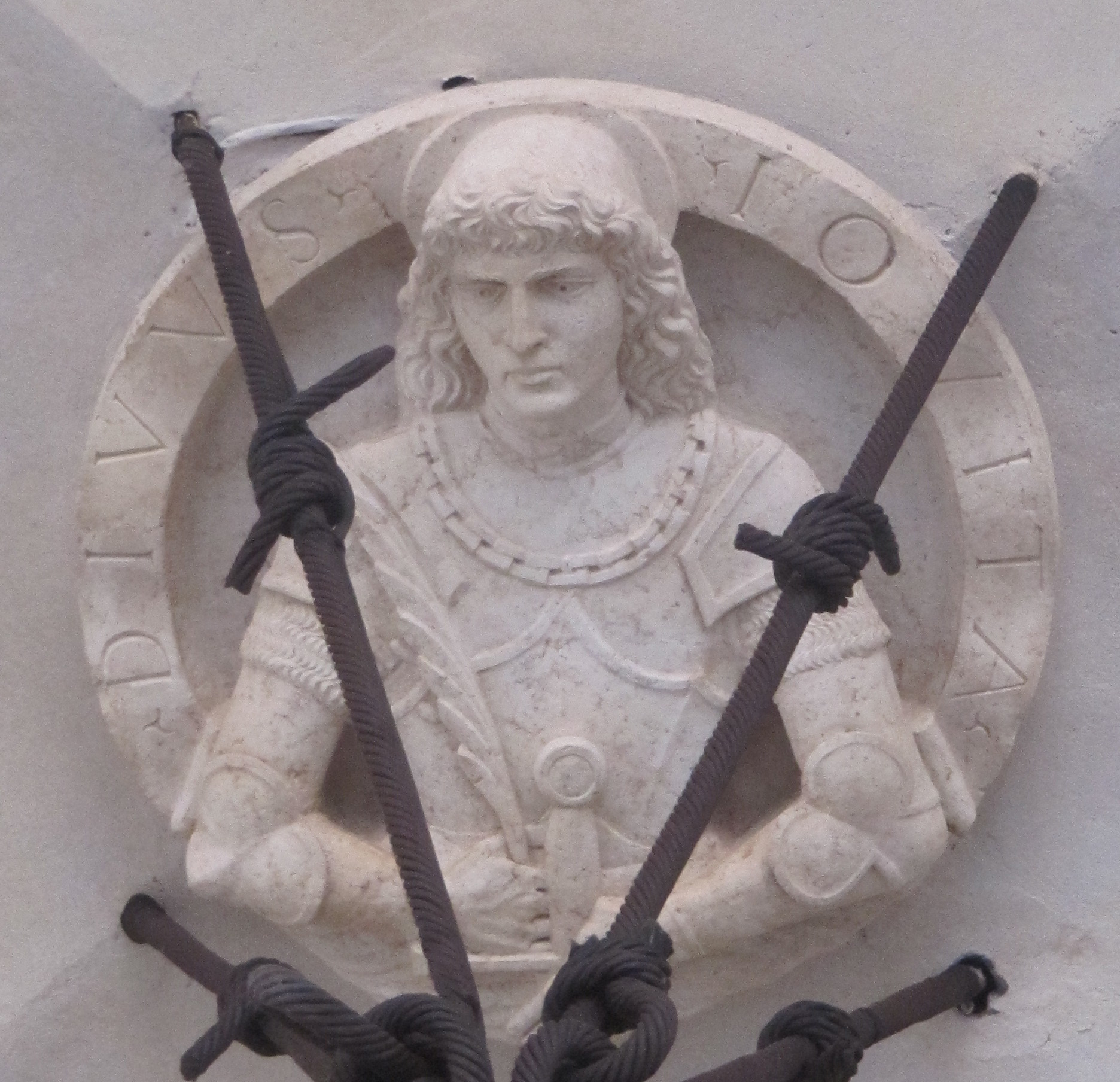
San Giovita
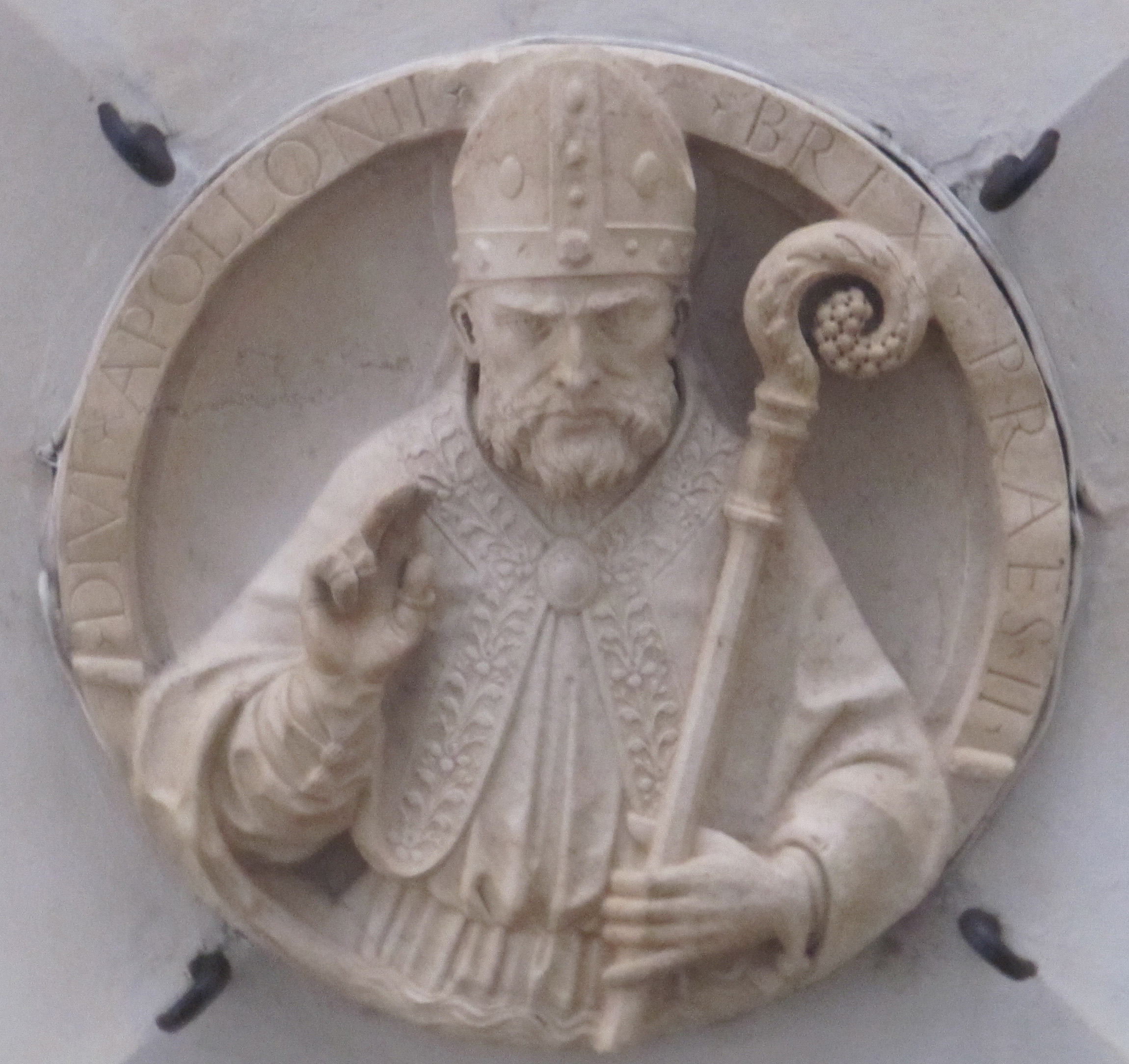
Sant'Apollonio
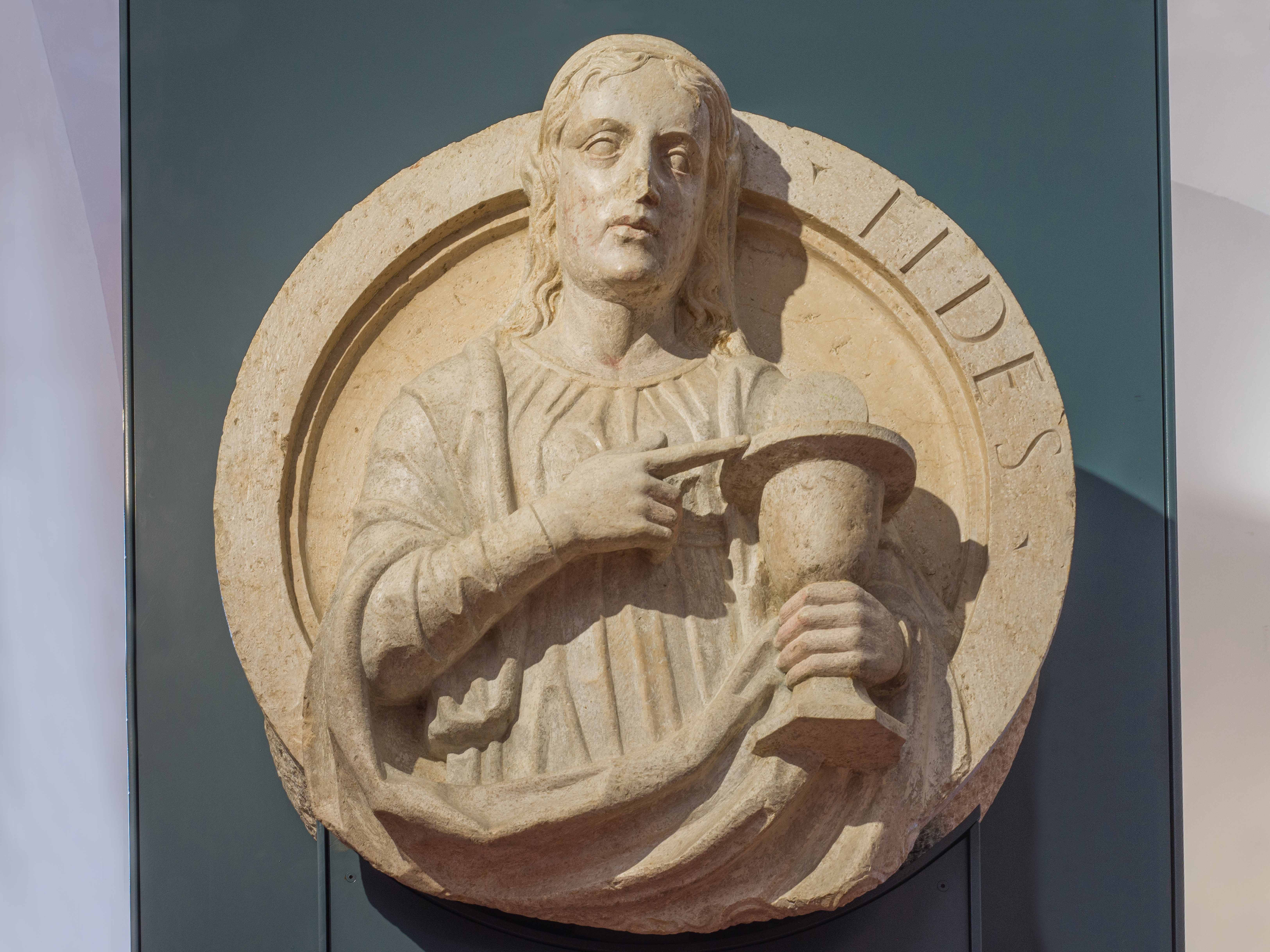
Fede
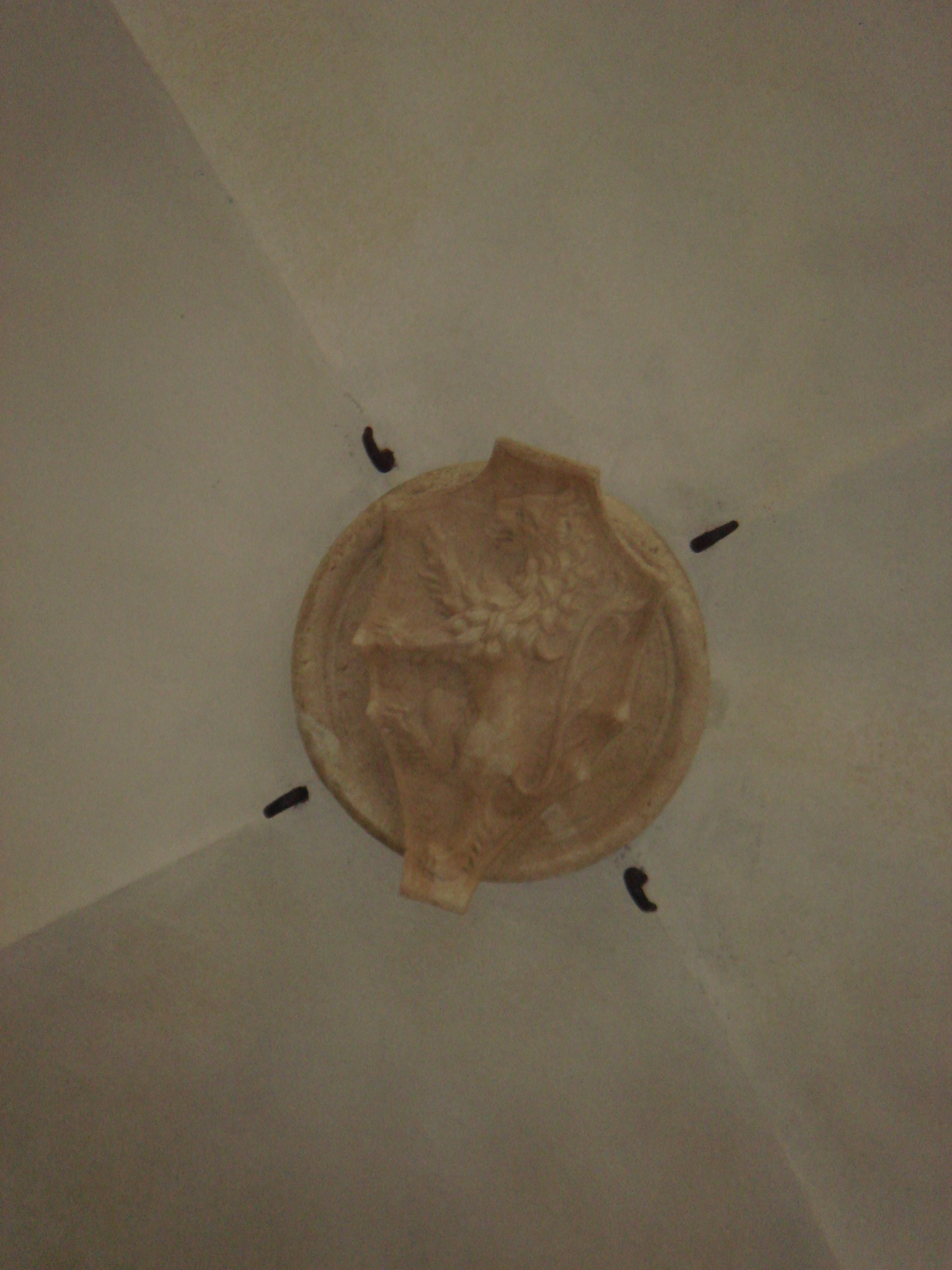
Stemma della città di Brescia